# Lepisiota splendens
Lepisiota splendens är en myrart som först beskrevs av Vladimir Aphanasjevich Karavaiev 1912.  Lepisiota splendens ingår i släktet Lepisiota och familjen myror. Inga underarter finns listade i Catalogue of Life.